# Wetlands International
Wetlands International is een wereldwijde non-profitorganisatie, die zich toelegt op de bewaring en het duurzame beheer van draslanden.
De organisatie is gesticht in 1954 onder de benaming International Wildfowl Inquiry. De klemtoon lag toen immers op de bescherming van eendachtigen. Later is de naam veranderd in International Waterfowl & Wetlands Research Bureau (IWRB). Daarbij heeft men ook het werkterrein verruimd; de organisatie ijvert nu ook voor de bescherming van draslanden, naast die van watervogels.
Later zijn er organisaties met gelijkaardige doelstellingen verschenen in Azië en Amerika: het Asian Wetland Bureau (AWB - Aziatisch Draslandbureau), begonnen als INTERWADER in 1983, en Wetlands for the Americas (WA - Draslanden voor Amerika), begonnen in 1989. Sinds 1991 werkten de drie organisaties nauw en actief samen. Hun samenwerking tussen deze drie werd in 1995 bezegeld, wanneer ze samensmolten tot de wereldwijde organisatie Wetlands International.
Momenteel stelt Wetlands International 150 mensen tewerk in 15 nationale bureaus. Daarnaast zijn er nog zowat 1.000 leden georganiseerd in een zogenaamde specialistengroep en voorzien ongeveer 15.000 vrijwilligers Wetlands International van observatiegegevens en andere diensten. Het hoofdkwartier bevindt zich in het Nederlandse Wageningen.
Wetlands International heeft onlangs de Forests Now Declaration getekend, die een oproep doet naar nieuwe marktgerichte mechanismen om de regenwouden te beschermen.